# 7529 Vagnozzi
Vagnozzi (asteroide 7529) é um asteroide da cintura principal, a 2,172061 UA. Possui uma excentricidade de 0,1164593 e um período orbital de 1 407,88 dias (3,85 anos).
7529 Vagnozzi tem uma velocidade orbital média de 18,99634327 km/s e uma inclinação de 3,76784º.
Foi descoberto a 16 de Janeiro de 1994 no Observatório Colleverde di Guidonia.
O seu nome é uma homenagem ao astrônomo italiano Antonio Vagnozzi.